# Marcin Płacheta
Marcin Płacheta (ur. 23 marca 1979 w Skierniewicach) – polski lekkoatleta i bobsleista, olimpijczyk.
W młodości uprawiał lekkoatletykę (sprinty), w 2001 zdobył złoty medal młodzieżowych mistrzostw Europy w sztafecie 4 × 100 metrów.
Startował na igrzyskach w Turynie. W konkurencji czwórek jechał razem z Dawidem Kupczykiem, Michałem Zblewskim i Mariuszem Latkowskim. Zawody ukończyli na 15. pozycji.
Zawodowo podjął służbę w Państwowej Straży Pożarnej.
Jego bracia – Przemysław i Sylwester uprawiają piłkę nożną.